# Setaria petiolata
Setaria petiolata är en gräsart som beskrevs av Otto Stapf och Charles Edward Hubbard. Setaria petiolata ingår i släktet kolvhirser, och familjen gräs. Inga underarter finns listade i Catalogue of Life.